# Kladruby (Teplá)
Kladruby (německy Kladerlas) jsou malá vesnice, část města Teplá v okrese Cheb v Karlovarském kraji. Nachází se asi 4,5 kilometru východně od Teplé. Kladruby leží v katastrálním území Kladruby u Beranova o rozloze 6,66 km².

## Historie
První písemná zmínka o vesnici pochází z roku 1227. V roce 1273 potvrdil papež Řehoř X. její držení premonstrátům kláštera Teplá. Za třicetileté války ji roku 1647 vypálila a vydrancovala švédská vojska. Na přelomu srpna a září proběhla v okolí Kladrub a Beranova bitva mezi švédskou a císařskou armádou. Dodnes jsou v okolí obcí patrné zbytky valů a příkopů, které však byly zemědělskými pracemi postupně zarovnávány s okolním terénem. V Kladrubech byla jednotřídní škola s pobočnou třídou v Dřevohryzech. Obyvatelé chodili do na mše do kostela svatého Jiljí v Teplé, správou spadala obec pod Beranov. Po druhé světové válce a odsunu německého obyvatelstva došlo jen k částečnému dosídlení a vesnice stagnovala.

## Obyvatelstvo
Při sčítání lidu v roce 1921 zde žilo 190 obyvatel, všichni německé národnosti. Všichni obyvatelé se hlásili k římskokatolické církvi.
| Rok                                                       | 1869 | 1880 | 1890 | 1900 | 1910 | 1921 | 1930 | 1950 | 1961 | 1970 | 1980 | 1991 | 2001 | 2011 | 2021 |
| --------------------------------------------------------- | ---- | ---- | ---- | ---- | ---- | ---- | ---- | ---- | ---- | ---- | ---- | ---- | ---- | ---- | ---- |
| Počet obyvatel                                            | 183  | 192  | 225  | 219  | 176  | 190  | 199  | 68   | 94   | 99   | 67   | 54   | 48   | 36   | 31   |
| Počet domů                                                | 26   | 26   | 26   | 27   | 27   | 29   | 31   | 22   | -    | 22   | 18   | 18   | 20   | 20   | 20   |
| Počet domů v roce 1961 je zahrnut v počtu domů v Beranově |      |      |      |      |      |      |      |      |      |      |      |      |      |      |      |

## Obecní správa
Při sčítání lidu v letech 1850–1960 Kladruby byly samostatnou obcí, se kterým patřily nejprve do okresu Teplá, ale v roce 1950 v okrese Toužim. V letech 1961–1974 byly částí obce Beranov v okrese Karlovy Vary. Od 1. ledna 1975 jsou částí města Teplá v okrese Karlovy Vary, ale od 1. ledna 2007 v okrese Cheb.

## Pamětihodnosti
- Klášterní zemědělský dvůr, ve kterém se v jedné z obytných místností dochovaly části nástropních fresek z roku 1690 (kulturní památka)[5]

## Další fotografie

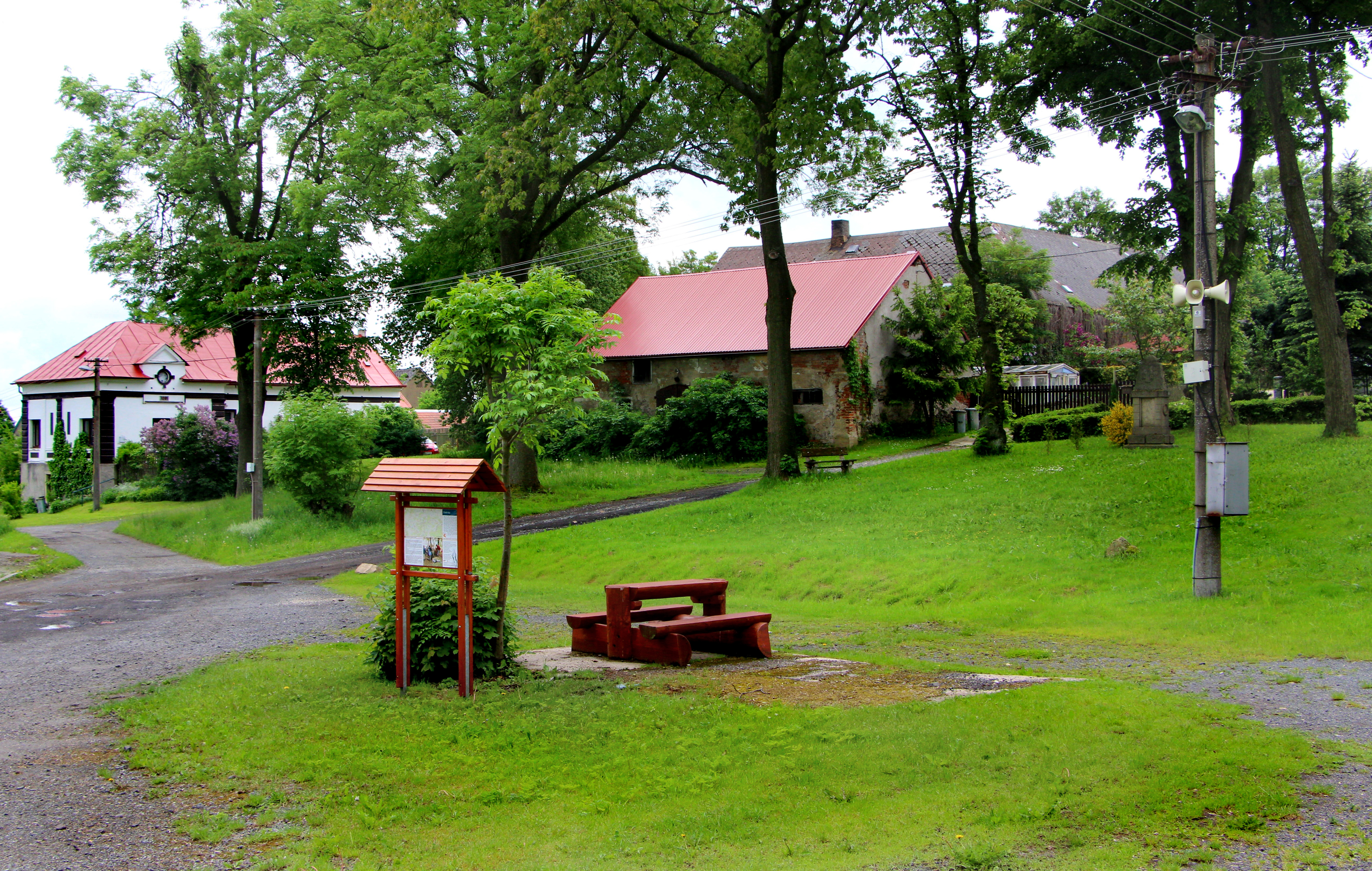
Náves
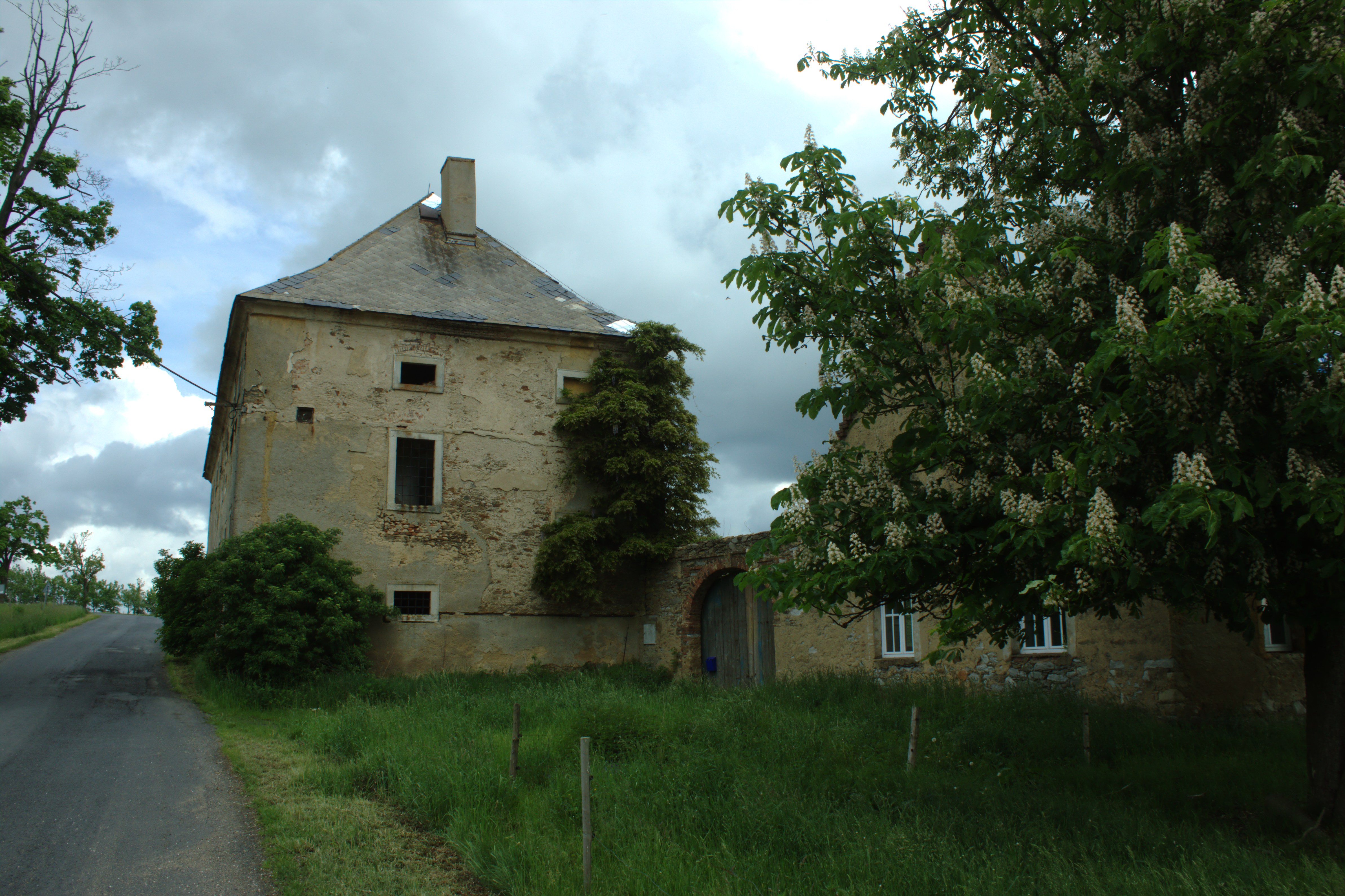
Bývalý statek na severu vesnice
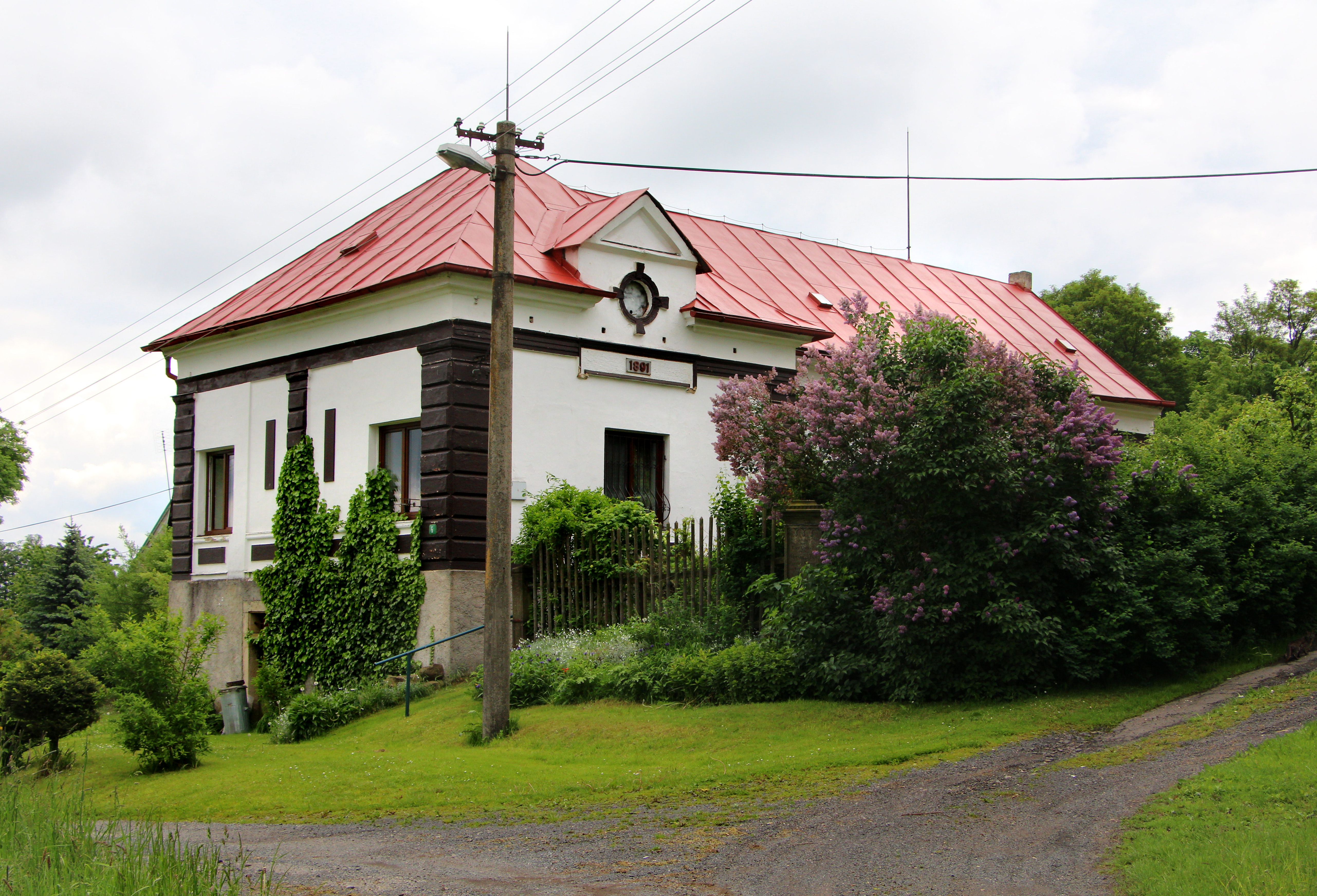
Dům čp. 5
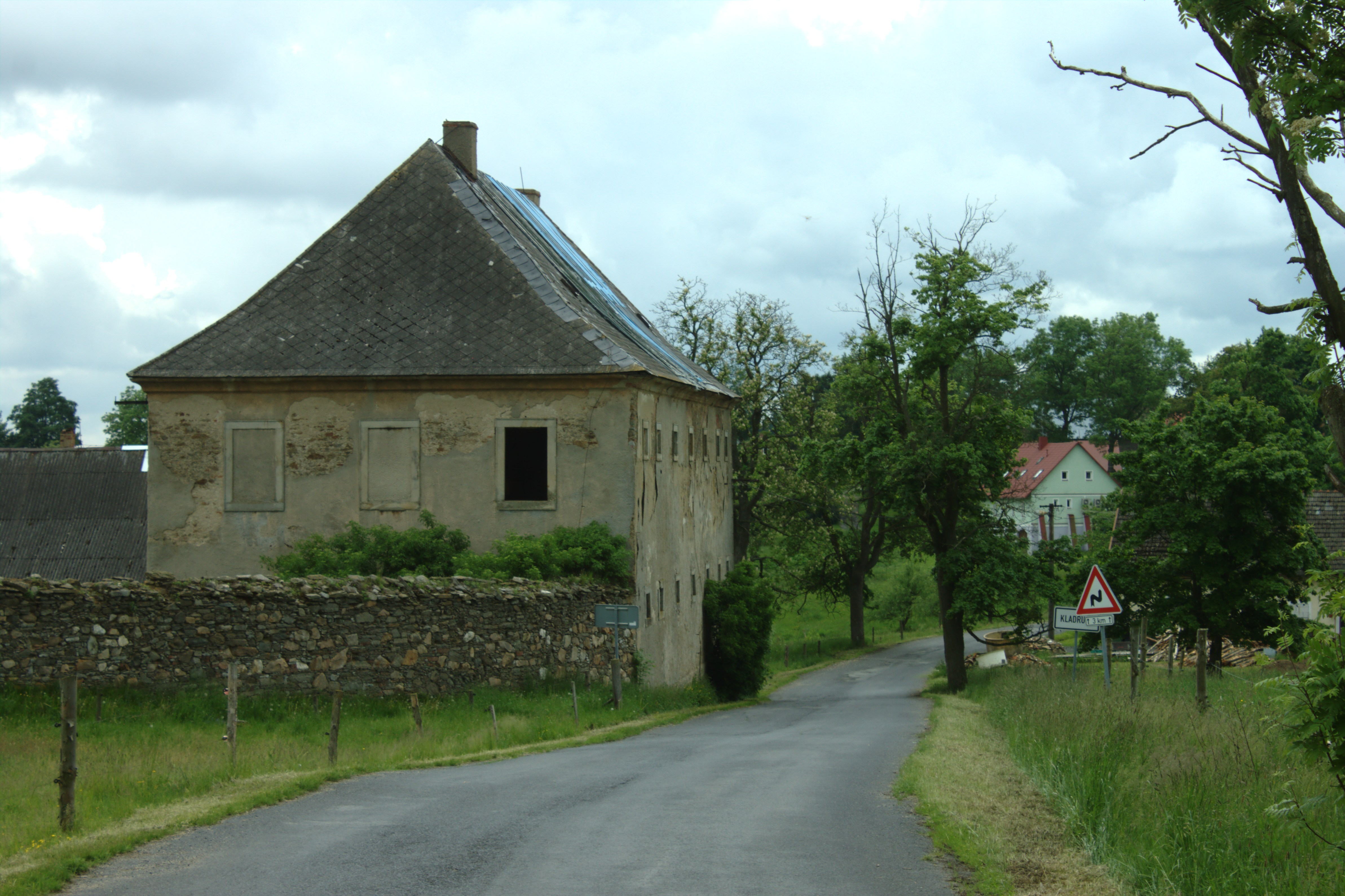
Příjezd k vesnici od severu